# マソリーノ

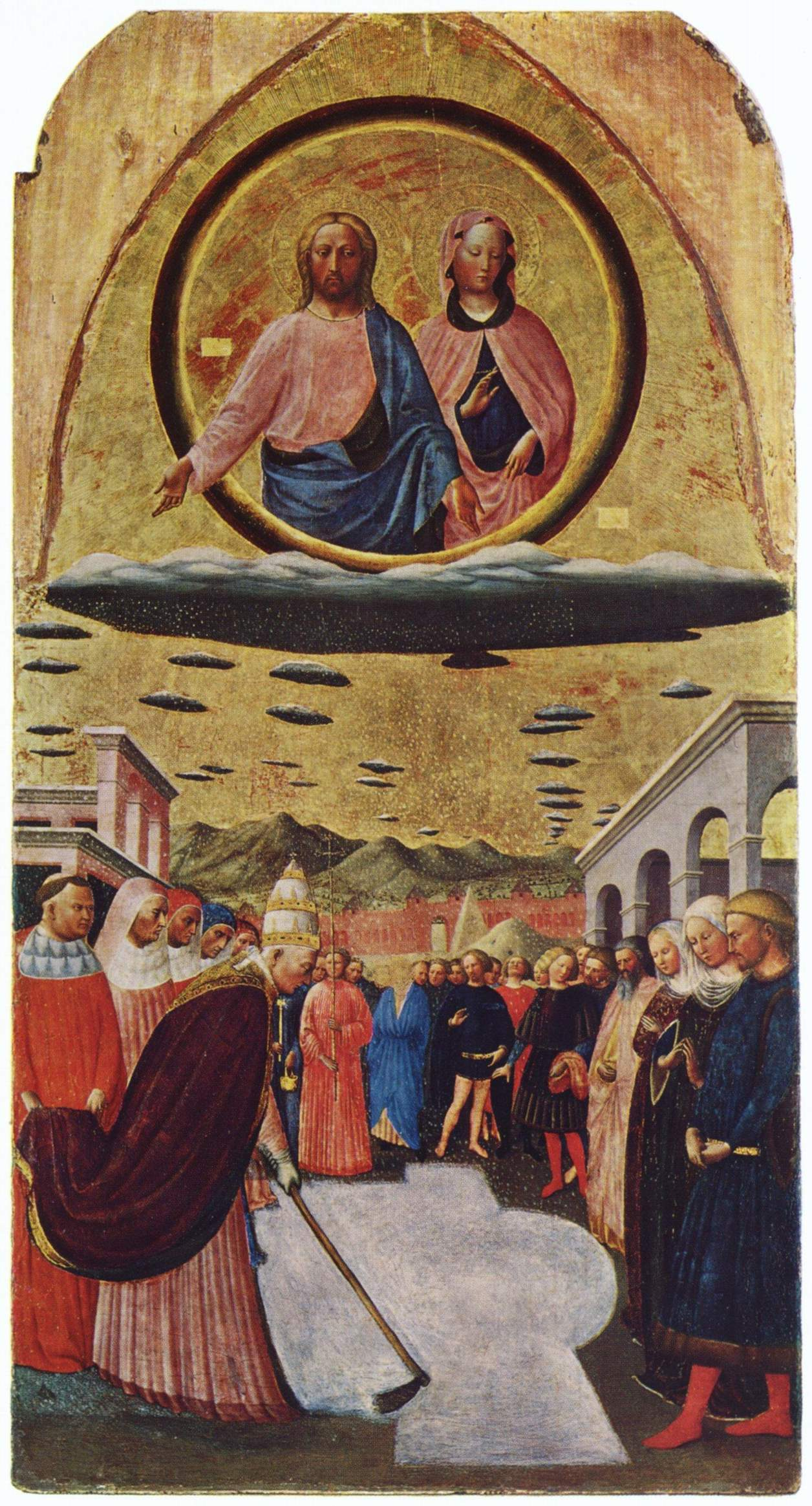
サンタ・マリア・マッジョーレ聖堂の建立　1430頃　カポディモンテ美術館（ナポリ）

マソリーノ（Masolino da Panicale [mazoˈlino], 1383年 - 1440年頃）はイタリア、ルネサンス期の画家。マゾリーノとも表記する。
ゴシックとルネサンスの過渡期に位置する画家。同時代人のマサッチオの革新性とは対照的に、その作風は「国際ゴシック様式」の流れをくんでいる。

## 略歴
1383年、イタリア・アレッツォ県サン・ジョヴァンニ・ヴァルダルノのパニカーレ・ディ・レナッチという町で生まれる。本名をトンマーソ・ディ・クリストファノ・フィーニと言うが、画家としては通称のマソリーノ、またはマソリーノ・ダ・パニカーレの名で呼ばれる。彼がフィレンツェの組合に画家として登録したのは1423年、つまり40歳の時である。それ以前の経歴は必ずしも明らかでないが、当時の高名な彫刻家、ロレンツォ・ギベルティ（フィレンツェの洗礼堂の「天国の扉」の作者）のもとで修業をしたともいう。
1424年、フェリーチェ・ブランカッチからの注文を受け、フィレンツェにあるサンタ・マリア・デル・カルミネ聖堂ブランカッチ礼拝堂の壁画の制作に、マザッチオとともに取りかかる。マソリーノは1425年から1427年ころまで、ハンガリーに滞在していたため、ブランカッチ礼拝堂の壁画制作は中断されていたが、1427年に再開した。なお、マザッチオは1428年、27歳の若さで早世している。
マソリーノはその後、フィレンツェを足場としてローマや北イタリアでも制作をしている。
1435年、ブランダ・ダ・カスティリオーネ枢機卿の注文で、北イタリアのカスティリオーネ・オローナにある洗礼堂に『洗礼者ヨハネ伝』の連作壁画を描いている。このなかでも『ヘロデの宴』、『キリストの洗礼』が代表作として知られている。これらの作品は、共同制作をすることも多かった18歳年下のマザッチオの作品のような革新性には欠け、遠近法の応用にもややぎごちなさが見受けられるが、平明な構図と温和な色彩が醸し出す静かで叙情的な画面には見るべきものがある。
フィレンツェのドゥオーモ（大聖堂）所蔵の1440年の年記のある故人名簿にマソリーノの名があることから、この年までには没していたと思われる。

## 代表作
- ブランカッチ礼拝堂壁画
- 『受胎告知』ナショナル・ギャラリー (ワシントン)
- 『謙譲の聖母』アルテ・ピナコテーク、ミュンヘン